# 120 mm moździerz wz. 1943
Moździerz wz. 1943 (ros. 120-мм полковой миномёт образца 1943 года) – radziecki moździerz kalibru 120 mm. 
Moździerz wz.1943 to zmodernizowana wersja moździerza wz.1941, bazująca na pierwszej wersji wz. 1938. Znajdował się na uzbrojeniu pododdziałów moździerzy jednostek piechoty i zmechanizowanych jako środek wsparcia ogniowego na szczeblu pułku.
Moździerz wz.1943 to broń ręcznie ładowana od strony wylotowej granatem o masie od 15 do 17,5 kg (w czasie II wojny światowej o masie do 15,6 kg). Do strzelania stosowano pociski odłamkowo-burzące OF-843, OF-843A oraz dymne D-843A. 
Moździerz składa się z trzech części głównych: lufy, podpory pod lufę (dwójnóg) i płyty oporowej. 
Holowany na podwoziu dwukołowym. 
Broń ta w czasie II wojny światowej uznawana była za najdoskonalszą tego typu konstrukcję na świecie. W okresie powojennym była również na uzbrojeniu Wojska Polskiego. Do chwili obecnej pozostaje na uzbrojeniu wielu państw.
W 2019 roku Wojsko Polskie posiadało nadal 131 moździerzy wz. 38/43, a w 2022 roku 65.
Wersją rozwojową moździerza wz. 1943 był moździerz 2B11 opracowany w połowie lat 50. XX w.